# Bruno Buozzi

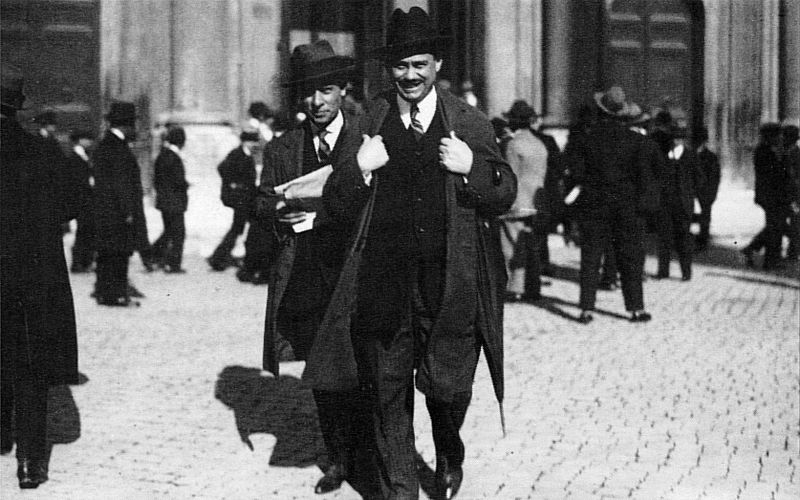
Bruno Buozzi in Rom, 1924

Bruno Buozzi (* 31. Januar 1881 in Ferrara; † 4. Juni 1944 in Rom) war ein italienischer Gewerkschaftsführer und antifaschistischer Politiker. Er wurde gegen Ende des Zweiten Weltkriegs von der SS erschossen.

## Leben
Bruno Buozzi wurde 1881 in Pontelagoscuro einem Ortsteil von Ferrara geboren. Den Schulbesuch musste er nach der Elementarschule abbrechen und zog zu Beginn des 20. Jahrhunderts nach Mailand, wo er als Mechaniker arbeitete. 1905 trat er in die sozialistische Partei (PSI) ein, 1911 wurde er Generalsekretär der italienischen Metallarbeitergewerkschaft (FIOM) gewählt und verblieb in dieser Funktion bis 1926. Er erklärte den Beitritt der FIOM zur Konferenz von Zimmerwald und von Kiental.

### Zwischenkriegszeit
Nach dem Ende des Ersten Weltkriegs vertrat Buozzi die Position einer „absoluten“ Neutralität. Gleichzeitig drückte er seine Sympathie für die Mächte der Entente aus. Auf sein Betreiben wurde am 7. Kongress der FIOM in Rom im November 1918 der Achtstundentag eingeführt. Bei den Wahlen 1921 zog er als Abgeordneter der PSI in die Abgeordnetenkammer ein. 1922 folgte er Matteotti und Turati in die neu gegründete sozialdemokratische Partei und wurde bei den Wahlen 1924 auf dieser Liste wiedergewählt. Nach der Ermordung Matteottis im Juni 1924 stellte er sich demonstrativ gegen Mussolini und schloss sich den antifaschistischen Aventinianern an. Er wurde mehrfach mit dem Tod bedroht, in Turin von Squadristi angegriffen und zog 1926 mit seiner Familie nach Paris ins Exil. Mit Hilfe eines von Mussolini eingeführten Ausnahmegesetzes im Rahmen der Durchsetzung des totalitären Staates wurde er am 9. November 1926 zusammen mit insgesamt 123 Aventinianern als Parlamentsabgeordneter abgesetzt. Im Exil engagierte er sich für den Internationalen Gewerkschaftsbund. Er pflegte weiterhin die Freundschaft mit Turati, der im März 1932 in seiner Pariser Wohnung starb. Während des Spanischen Bürgerkriegs organisierte er im Namen seiner Partei die Sammlung von Hilfsgütern an die vom Franquismus bedrängten spanischen Republikaner.

### Zweiter Weltkrieg

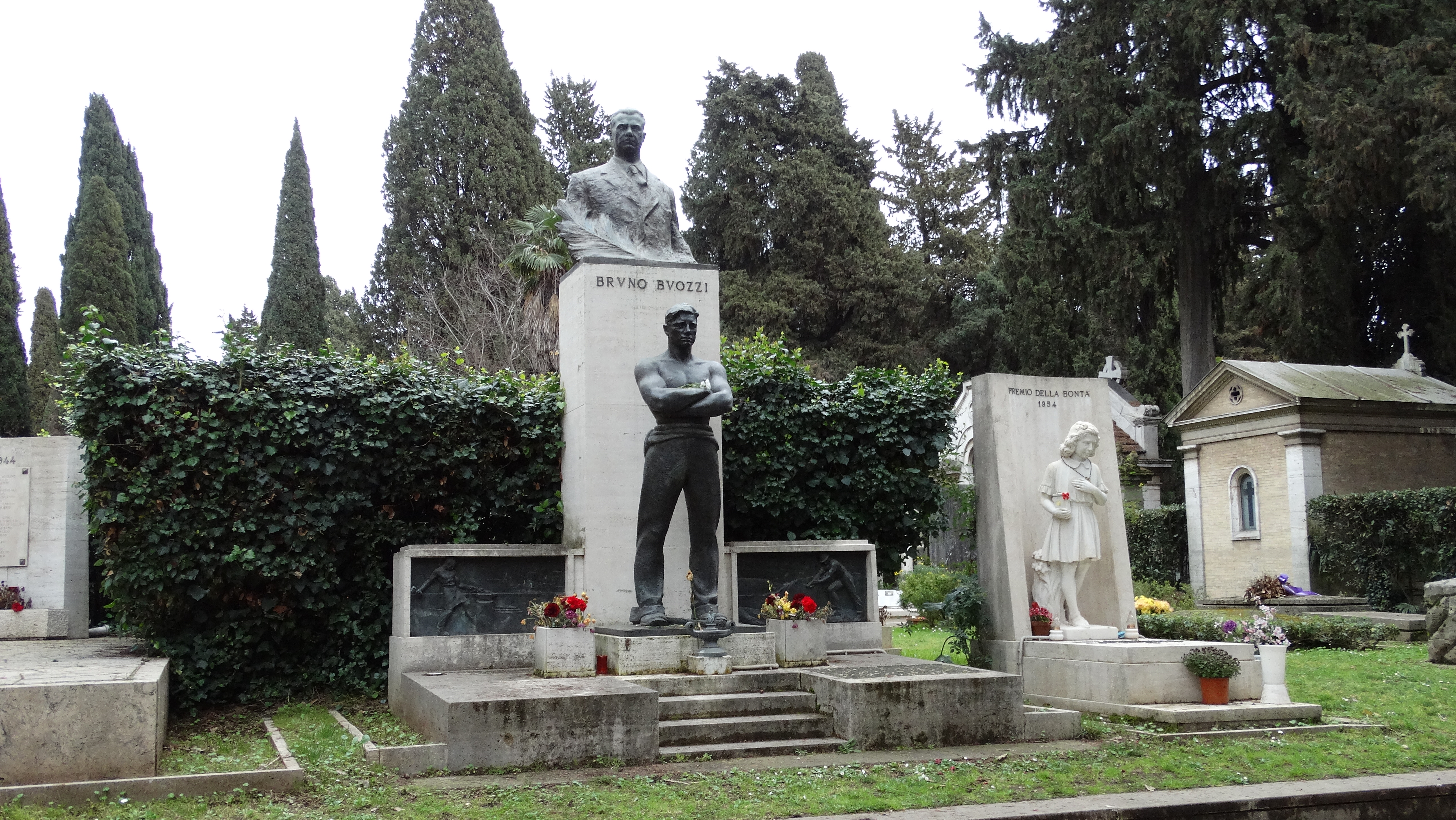
Grabstätte von Bruno Buozzi

Nach der deutschen Besetzung von Paris im Frühling 1940 zog Buozzi nach Tours und kehrte nach einigen Monaten in die französische Hauptstadt zurück, wo er am 1. März 1941 von der Gestapo verhaftet wurde. Er wurde ins Gefängnis La Santé verbracht, von wo er zusammen mit seinem Gewerkschaftskollegen Giuseppe Di Vittorio über Deutschland nach Italien ausgeliefert wurde. Vom faschistischen Regime wurde er nach Montefalco verbannt, wo er zwei Jahre verbrachte. Einige Tage nach dem Sturz Mussolinis wurde er am 30. Juli 1943 befreit. Zusammen mit Sandro Pertini, der seinerseits aus der Verbannung befreit worden war, erwirkte er die Befreiung sämtlicher Gefangenen auf der Insel Ventotene. Die Regierung Badoglio ernannte ihn zum Kommissar einer neu zu gründenden Organisation der Industriearbeiter. Wenige Tage vor der Verkündung des Waffenstillstandes von Cassibile am 8. September 1943 unterzeichnete Buozzi mit dem Kommissar des Arbeitgeberverbandes Confindustria Giuseppe Mazzini am 2. September die nach beiden Unterzeichnern benannte Vereinbarung Buozzi–Mazzini (italienisch Patto Buozzi–Mazzini). Mit der Vereinbarung Buozzi–Mazzini wurden erstmals nach 18 Jahren faschistischer Diktatur wieder unabhängige, von den Arbeitnehmern gewählte Vertretungen in den Betrieben zugelassen.
Während der deutschen Besetzung Roms im September 1943 ging er in den Untergrund und nahm einen falschen Namen an. Seinem Projekt der Errichtung eines nationalen Gewerkschaftsbundes, der im Juni 1944 als CGIL gegründet wurde, stellte sich allerdings der Kommunist Mauro Scoccimarro entgegen, der Buozzi des Reformismus beschuldigte. Am 13. April 1944 wurde seine wahre Identität von den Faschisten aufgedeckt, und er kam ins Gefängnis an der Via Tasso, dem heutigen Historischen Museum der Befreiung (Museo storico della Liberazione). In der Nacht des 3. Juni 1944 wurde Buozzi zusammen mit 13 weiteren Widerstandskämpfern auf einen Lastwagen verladen und vermutlich auf Befehl des SS-Hauptsturmführers und stellvertretenden Gestapochefs in Rom Erich Priebke, der beim Massaker in den Ardeatinischen Höhlen mitgewirkt hatte, erschossen. Er wurde auf dem Friedhof Verano bestattet.